# 송도갯벌

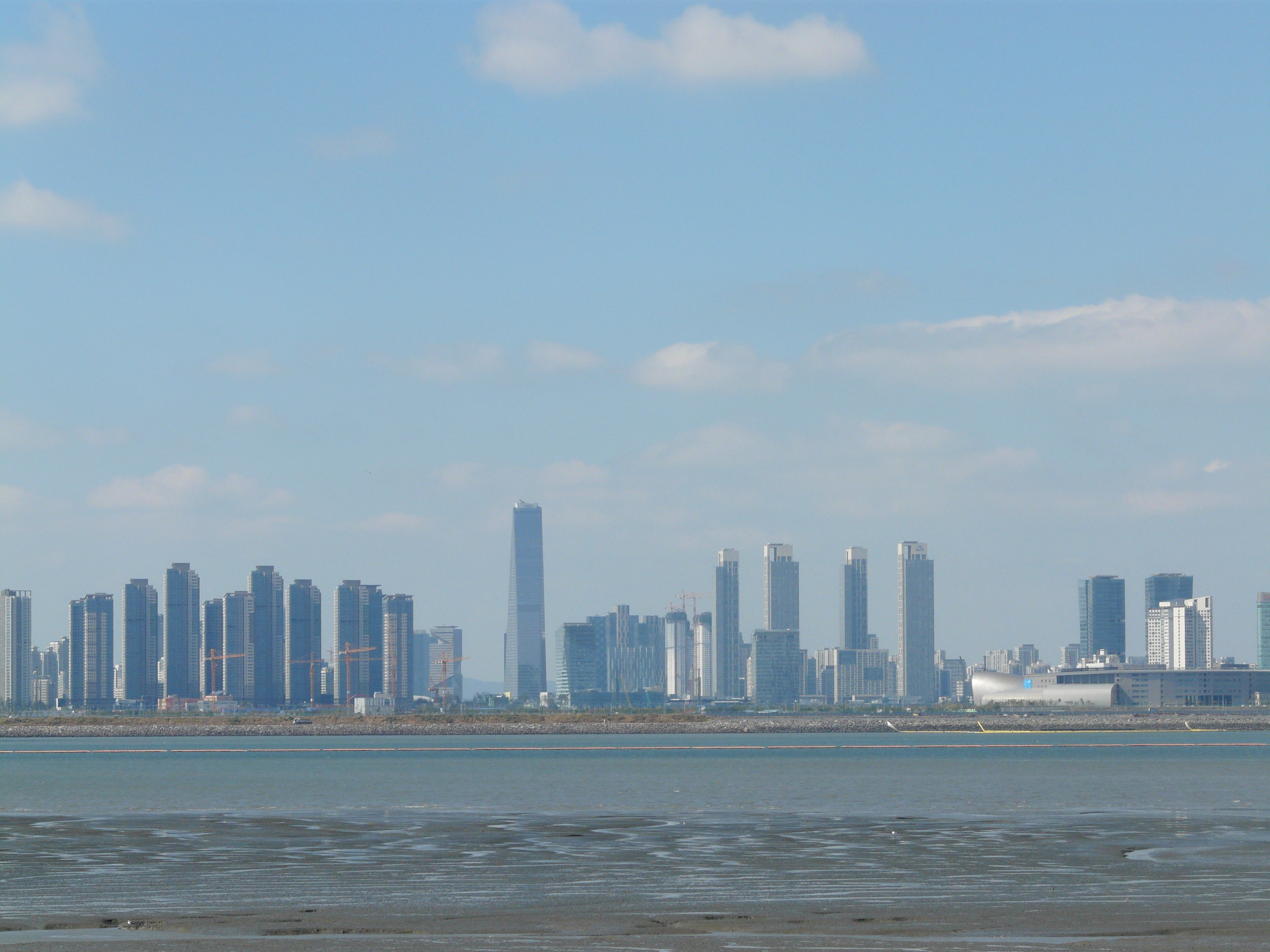
송도국제도시 앞으로 보이는 송도갯벌의 모습

송도갯벌(영어: Songdo Tidal Flat)은 인천광역시 연수구 송도동에 있는 습지보호지역이다. 2009년 12월 21일 인천광역시장이 인천광역시의 습지보호지역 제1호로 지정하였고, 2014년 7월 10일 람사르 습지로 등록되었다. 관리 주체는 연수구청이다. 위치는 송도국제도시의 서쪽에서 인천국제여객터미널 예정지 아래로 인천대교 아래의 갯벌 2.5km2와 배곧신도시 왼쪽의 갯벌 3.61km2이다.
이곳은 국제적으로 멸종위기에 처한 희귀종 철새들이 날아오는 곳이다. 대한민국의 천연기념물 제205-1호인 저어새를 비롯해, 검은머리갈매기, 말똥가리, 알락꼬리마도요 등 동아시아 철새의 번식지이자 이동 경로이다. 인천시 연수구청은 인천환경운동연합과 함께 2011년과 2013년에 연수구 청사 건물에서 송도갯벌과 저어새 축제를 열었다. 이 축제에서는 송도갯벌에 대한 관심 유도와 지속적인 보전방안 논의가 이뤄졌다.

## 역사

### 조선 시대
| Daedongyeojido (Gyujanggak) 13-05.jpg |  |
|                                       |  |

본래 능허대에서 장도포대까지는 모두 해안이었고, 그 앞은 모두 갯벌이었다. 일대의 모습은 〈화도진도〉(花島鎭圖, 1878?)에도 잘 그려져 있다. 18세기 초에는 인천 일대에 16개소의 국영 어전(漁箭)과 결망처(結網處)가 있어 어세(漁稅)를 거두었는데, 송도 갯벌 일대에는 비랑어전(飛狼漁箭), 옹암어전(甕巖漁箭), 대진어전(大津漁箭), 동포결망처(東浦結網處), 대아도어전(大阿島漁箭), 소아도어전(小阿島漁箭) 등 여섯 곳이 있었다. 행정 구역은 인천군 먼우금면(遠又邇面), 남촌면(南村面), 조동면(鳥洞面)이었다.
이 가운데 먼우금면에는 지금의 연수구 옥련동, 동춘동, 청학동, 연수동이 속하였다. 그 유래로는 일대에 갯골이 많아서 배로는 가까운 거리를 걸어가려면 10리 넘게 우회하여야 하므로 ‘멀고도 가깝다’라 한 데에서 유래하였다는 설, 문학산에서 뻗은 산세가 오금처럼 휘고 오므라진 꼴에서 착안하여 ‘먼오금’으로 부른 것에서 비롯하였다는 설, 능허대 앞의 한나루에서 중국으로 가는 사신들이 “길을 떠날 때는 멀었으나 이 나루에 도착하면 남은 길은 가깝다”라고 하여 먼우금이라 불렀다는 설 등이 있다. 일대의 해안에는 연일 정씨, 곡부 공씨, 전주 이씨, 해평 윤씨, 제주 고씨 등이 집성촌을 이룬 어촌이 있었다.
인천군은 1895년 5월 26일 23부제 실시에 따라 인천부가 되었고, 1914년 4월 1일 인천부의 도심부 바깥 지역을 부천군으로 분리하면서 구읍면(옛 부내면)과 서면(옛 먼우금면)을 통합하여 문학면이, 남촌면과 조동면을 통합하여 남동면이 설치되었다. 따라서 송도갯벌은 경기도 부천군 문학면과 남동면에 속하게 되었다.

### 일제 강점기
1910년 일본 육지측량부에서 측도한 지도에 의하면, 1910년 이전까지 옹암(瓮巖, 지금의 옥련동)과 능허대를 잇는 제방과, 승기천 갯골로 이어지는 척전리(尺前里, 지금의 동춘동 청량산과 봉재산 사이)와 도장리(현재의 선학동) 일대에 제방이 들어서면서 소규모의 간척이 이루어졌다. 이는 바닷물이 농지로 유입되는 것을 막기 위한 조치였다. 그 이후에는 대규모의 간척이 진행되었다. 1917년 이전에 척전리와 부수리(浮水里, 지금의 연수동)를 잇는 큰 제방이 들어서면서 바다가 막히고 청학동까지 통하는 농지가 생겨났으며, 1920년 9월부터 1921년 12월까지 갯벌 위에 300정보(町步) 규모의 남동염전을 조성하였다. 또 1937년에는 인천부와 일본 자본에 의하여 송도유원지가 개발되었다.
1936년 5월 23일, 총독부는 부천군 문학면(동년 10월 인천부 편입)의 해안을 따라 자연적으로 생겨난 계(契) 형태의 여러 포패조합(捕貝組合)을 병합하여 송도어업조합을 설립하였다. 1929년 개정된 조선어업령에 따라 1930년대에 우후죽순처럼 세워진 어업조합은 조합이 관할하는 지역에 사는 모든 주민이 조합원이 되었는데, 어업조합 설립의 목적은 조합원들이 어장을 효율적으로 공동으로 관리할 수 있게 하는 것에도 있었으나 실은 총독부가 주민을 단결시켜 통제하려는 것에 있었다. 송도어업조합의 어획은 조개류를 잡는 포패어업(捕貝漁業)이 주를 이루었으며, 그 다음으로 조수의 차를 이용한 건간망어업(建干網漁業), 안강망을 이용한 안강망어업(鮟鱇網漁業), 손으로 잡는 맨손어업이 뒤를 따랐다.

### 해방 이후
옥련동 앞바다의 송도어촌계(한진어촌계), 청학동 앞바다의 척전어촌계, 동춘동 앞바다의 동막어촌계, 고잔동 앞바다의 고잔어촌계, 논현동 앞바다의 소래어촌계가 형성되었다. 대한민국 정부가 1957년부터 양식업 진흥을 추진하고, 1970년대에는 양식업을 국가적으로 권장함에 따라 송도갯벌에도 조개 양식장을 조성하면서, 이곳의 네 어촌계는 크게 번영하였다. 갯벌에서는 질 좋은 조개와 꽃게가 많이 잡혔고, 상인들은 이곳에서 잡은 것으로 모시조개(가무락)탕과 꽃게탕을 끓여 팔았다. 인천의 초등학교에서는 갯벌 한가운데의 아암도로 소풍을 오기도 하였다.
그러나 1980년대부터 대규모의 매립이 시작되었다. 1980-81년에 인천위생공사와 한독에서 1.36km2의 갯벌을 매립하면서 아암도와 소아암도가 육화(陸化)되었고, 1985년에 한국토지개발공사에서 남동공단을 조성하기 위하여 2.81km2의 갯벌을 매립하면서 대원례도와 소원례도가 종적을 감추었다. ‘죽음의 뻘’이 된 송도갯벌에서는, 1988년 7월에 어패류가 대규모로 폐사하기도 하였다. 이어 1986년에 구상되고 1991년 확정되어 1994년 착공된 ‘송도해상신도시’ 개발에 따라 송도갯벌은 대부분 매립되어 파괴되었다. 송도갯벌의 매립 규모는 초기에는 17.7km2였으나, 2002년 송도신도시가 국제자유구역으로 지정되면서 53.5km2로 확대되었다.
이렇듯 송도국제도시 건설을 위한 매립 공사를 추진하던 중, 2008년 당시 매립되지 않았던 11공구 등의 보호 필요성이 제기되었다. 철새 도래지 및 번식지로서 중요하다는 이유에서였다. 이에 2009년 3월 18일, 11공구의 매립 면적은 10.156km2에서 갯벌이 양호한 부분을 제외한 7.156km2로 축소되었다. 결국 2009년 12월 21일, 훼손방지 및 지속가능한 이용을 도모하기 위해 인천광역시가 습지보전법 제8조에 의거하여 습지보호지역으로 지정하였다. 또 2014년 7월 10일 람사르 습지로도 지정되었는데, 이는 인천광역시에서는 2008년 강화 매화마름 군락지 이후 두 번째이며, 대한민국에서는 19번째이다. 저어새는 세계에 2,700여 마리 정도 남아 있는데 이 중 200∼300마리가 매년 송도갯벌에서 번식하며, 검은머리갈매기는 전 세계에 15,000여 마리 중 250쌍 정도가 이곳에서 번식하고 있는 것으로 알려져 있다.
한편, 어촌계의 규모는 갯벌의 간척에 따라 계속 축소되었다. 1996년에는 어촌계원들에게 어업권 보상으로 신도시 내 어민생활대책용지를 지급하기로 하였으나, IMF 경제 위기 때 생활고를 겪으면서 그들은 용지를 받을 권리를 대부분 헐값에 넘겼다. 2009년 당시 어촌계원의 수는 송도어촌계 65명, 척전어촌계 217명, 동막어촌계와 고잔어촌계 각 0명이었다. 송도어촌계와 척전어촌계는 2006년에 한정어업면허를 받아 3년마다 연장하였고, 한정면허는 2016년 8월 만료되었으나 2027년까지 조업할 수 있는 한정어업면허가 2017년 3월에 다시 발급되어 현재에 이른다.

## 같이 보기
- 국립습지센터
- 갯벌타워
- 송도유원지
- 송도국제도시

## 참고 문헌
- 유창호 (2014). “일제강점기 ‘송도’ 연안의 개발과 어촌주민들의 삶”. 《인천학연구》 (인천대학교 인천학연구원) 1 (21): 7-44. 2019년 9월 8일에 확인함.
- 이희환 (2008). 《仁川아, 너는 엇더한 도시?》. 서울: 역락. ISBN 9788955566352.